# Фегоптерис связывающий
Фего́птерис связывающий, или буковник обыкновенный, или буковник связывающий, или телиптерис буковый, или фегоптерис буковый, или фегоптерис многоножковый, или щитовник буковый (лат. Phegopteris connectilis), — вид многолетних травянистых папоротников из семейства Телиптерисовые (Thelypteridaceae).

## Ботаническое описание

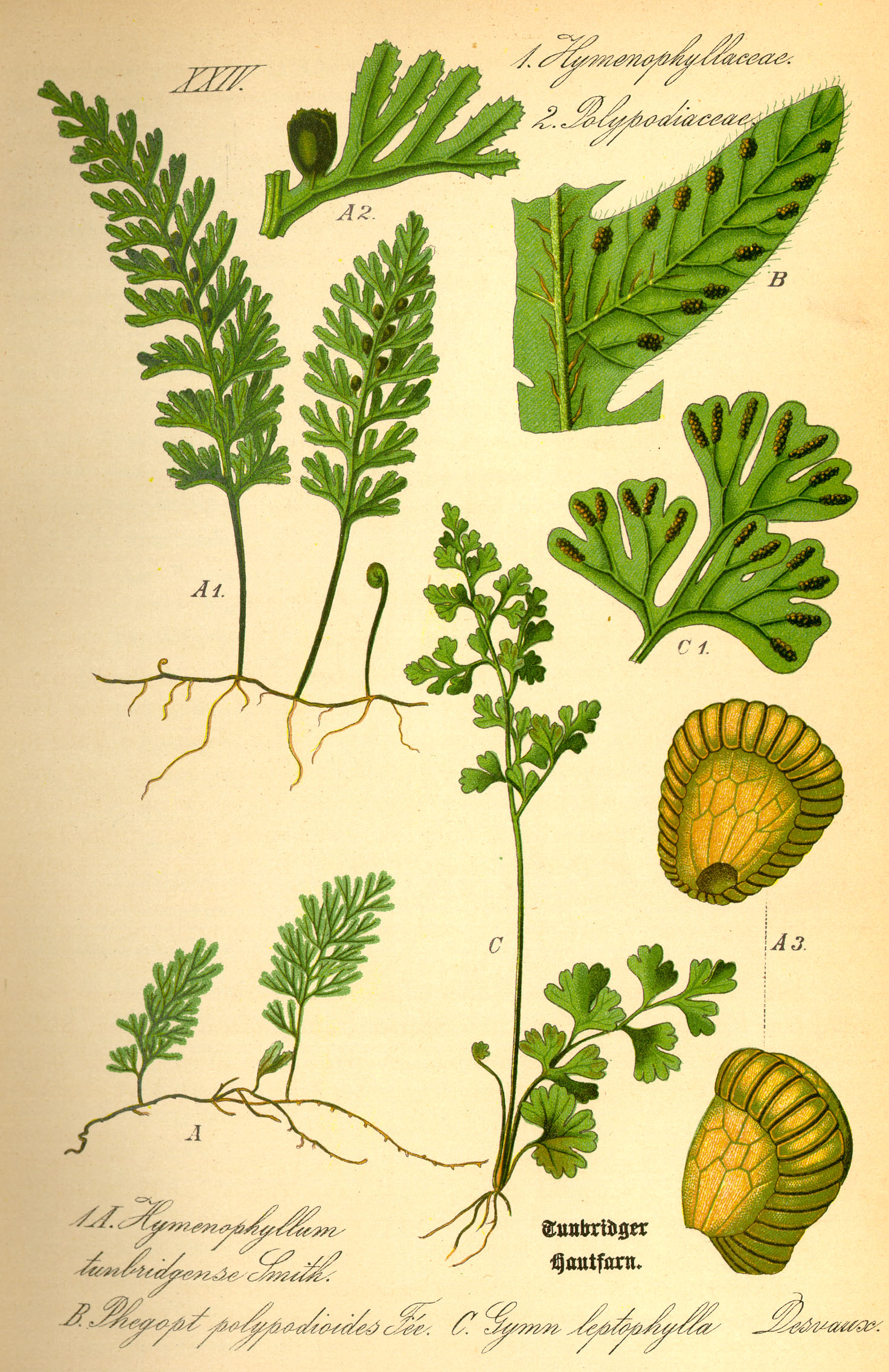
Ботаническая иллюстрация из книги О. В. Томе́ Flora von Deutschland, Österreich und der Schweiz in Wort und Bild für Schule und Haus. 1885

Многолетнее травянистое растение 15—30 см высотой. Корневище тонкое, ползучее, покрыто светло-коричневыми чешуями. Дважды перистораздельные листья от 10 до 50 см длиной, с черешками длиннее листьев. Листовые пластинки треугольные в очертании, нижняя пара сегментов резко отклонены вниз. Сорусы яйцевидно-шаровидные или округлые, без индузия, расположены вдоль края сегментов второго порядка листовой пластинки, зрелые сорусы чёрного цвета. Споры созревают в июне — августе.
Вегетативное размножение происходит через корневище.

### Химический состав
Из метанольного экстракта листьев Phegopteris connectilis можно выделить следующие фенольные соединения: 2,4,6-тригидроксибензойная кислота-4-O-2',3',4',6'-тетраацетилглюкозид; 2,4,6-тригидроксибензойная кислота-4-O-2',3',6'-триацетилглюкозид; 2,4,6-тригидроксибензойная кислота-4-O-3',4',6'-триацетилглюкозид; 3-O-P-кумаролшикимовая кислота; 2-(транс-1,4-дигидрокси-2-циклогексенил)-5-гидрокси-7-метоксихромон; кемпферол и кемпферол-3-O-β-D-глюкозид.

## Ареал
Циркумбореальный лесной вид. Произрастает в Северной Америке, на большей части Европы, в Азии — в Сибири и на Дальнем Востоке. За пределами лесной ландшафтной зоны везде редок. В европейской России распространён повсеместно, чаще встречается в северных областях нечернозёмной полосы. Предпочитает тенистые широколиственные и хвойные леса, часто в ольшаниках, на богатой, кислой, увлажнённой почве. Произрастает в диапазоне высот от горных до субальпийских (1200—3600 м над уровнем моря).

## Охранный статус

### В России
На территории Чукотского автономного округа является очень редким реликтовым лесным видом. Подлежит охране на территории природно-этнического парка «Берингия». Лимитирующим фактором является узкая экологическая приуроченность к выходам терм на Чукотке, антропогенное воздействие при посещении горячих источников. Включён в Красную книгу Чукотского автономного округа, а также:Красную книгу Самарской области, Красную книгу Красноярского края, Красную книгу Республики Ингушетия,Красную книгу Тюменской области.

### На Украине
Фегоптерис связывающий включён в красные книги Волынской, Житомирской, Киевской, Львовской, Николаевской, Ровенской, Сумской, Хмельницкой и Черниговской областей.

## Хозяйственное значение
Фегоптерис связывающий используется в декоративном садоводстве в качестве почвопокровного растения для затенённых садов.